# Tioeter

Structura generală a unui tioeter; cu albastru este marcată grupa funțională.

Un tioeter este o grupă funcțională ce conține sulf, cu structura C–S–C. Ca și majoritatea compușilor cu sulf, tioeterii volatili au un miros neplăcut. Un tioeter este analog unui eter, cu diferența că tioeterul are un atom de sulf în locul unui atom de oxigen. Proprietățile celor două clase de compuși sunt oarecum similare.

## Obținere
De obicei, tioeterii se obțin prin reacții de alchilare a tiolilor:
R–Br + HS–R′ → R–S–R′ + HBr
Aceste reacții sunt de obicei realizate în mediu bazic, baza având rolul de a converti tiolul într-un tiolat mai nucleofil. În mod analog, tioterii se mai pot obține în urma reacției dintre disulfuri și reactivi organolitici:
R3CLi + R1S–SR2 → R3CSR1 + R2SLi
O altă metodă de sintetizare a tioeterilor presupune adiția unui tiol la o alchenă:
R–CH=CH2 + HS–R′ → R–CH2–CH2–S–R′
Această reacție este adesea catalizată de radicali liberi.